# 城不動坂古墳
城不動坂古墳（しろふどうざかこふん）は、大阪府羽曳野市古市5丁目に所在する前方後円墳。高屋城山古墳（伝安閑天皇陵）の北東50mに位置し、世界文化遺産の古市古墳群に属する。
2008年（平成20年）、住宅開発に伴って羽曳野市教育委員会によって実施された発掘調査で、高屋城の土塁の下から古墳の遺構が発見された。

## 概要

### 墳丘規模と石室構造
古墳は高屋城の築城によって、大きく破壊されていたが、調査の結果、横穴式石室を主体にもつ全長50mの前方後円墳であることが判明した。石室構造は扁平な石材を積み上げた、かなり縦長の構造である。玄室長4.2m、玄室幅1.6m、羨道長4.8m、羨道幅0.9mを測る。石室内からは、土師器壷、須恵器器台、高坏、堤瓶、甕などが出土している。また、組合式家型石棺の破片が検出されているが大きく破壊されている。周濠からは埴輪が検出されており、盾持人物埴輪と呼ばれる珍しいものも含まれている。

### 築造推定時期
出土遺物から、この古墳が6世紀中頃に築造されたものであり、古市古墳群の中では最も新しい時期に築造されたものであることが分かっている。また、城不動坂古墳は高屋城山古墳（伝安閑天皇陵）の間近に存在し、古墳の主軸がほぼ同じであることや、築造された時期にもそれほど隔たりがないことから、両古墳の被葬者がきわめて緊密な関係があったことをうかがわせる。